# N-bromosuccinimidă
N-bromosuccinimida (adesea prescurtată NBS) este o imidă bromosusbtituită ciclică folosită destul de des în sinteza organică ca și sursă de radical liber de brom, Br•. Intervine în reacții de substituție radicalică, adiție electrofilă și substituție electrofilă.